# Vilamarí
|  | Per a altres significats, vegeu «Vilamarí (llinatge)». |

Vilamarí és un poble del municipi de Vilademuls (Pla de l'Estany), al SE del terme municipal. És a la serra que separa les rieres de la Farga i de Sinyana, a uns 130 m sobre el nivell del mar, a l'oest del poble de Sant Esteve de Guialbes, del mateix municipi, i vora el límit amb el de Cornellà del Terri. Dista 23 km de Girona. Inclou el veïnat de Juïgues.
El document més antic que es coneix que esmenta el nom de Vilamarí data de l'any 1098. En aquella època formava part del comtat de Besalú. Més tard formà part de la baronia de Vilademuls, pertanyent als Rocabertí fins a l'extinció de les senyories feudals al segle xix. El llinatge dels Vilamarí possiblement procedia d'aquest poble.

## Història
L'any 1098, consta que els germans Pere i Adalbert Bernat de Vilamarí donaren una terra de la parròquia de Sant Genís d'Orriols a la canònica de Girona. Se suposa que el llinatge medieval dels Vilamarí tingué l'arrel al poble del mateix nom. El 1193, un Ramon Guillem de Vilamarí es troba entre els signants del document d'empenyorament de dues vinyes a favor de l'església de Santa Maria d'Olives, amb el consentiment del seu senyor, Ramon de Sant Esteve que tenia drets feudals sobre Vilamarí.
Pel que fa al veïnat de Juïgues, l'alou de «Judaicas» fou adquirit al voltant de l'any 888 pel comte Delà per traslladar les 25 famílies jueves establertes en aquest lloc a la ciutat de Girona. Segurament s'intentava vitalitzar l'activitat artesana i comercial de la ciutat. Delà, que governava associat amb el seu germà Sunyer, actuava com a comte de Girona. Delà i la seva esposa Quíxol llegaren l'alou de Juïgues a llur filla Virgília, que l'any 941 va fer-ne donació a la seva germana Ranló, que esdevindria abadessa del monestir de Sant Joan de les Abadesses. L'any 957, Ranló va donar la possessió de «Judaicas» al monestir de Ripoll. L'any 983 hi hagué un judici pels drets sobre una part d'aquesta propietat entre l'abadia de Ripoll i els habitants de l'indret, 25 caps de casa encapçalats per Gistrimi, provinents del repoblament ordenat pel comte Delà, després del trasllat dels jueus a Girona. Probablement, els monjos de Ripoll degueren fundar-hi l'església.

## Evolució demogràfica
| 1888 | 1975 | 2008 | 2015 |
| ---- | ---- | ---- | ---- |
| 269  | 129  | 88   | 99   |

## Santa Maria de Vilamarí

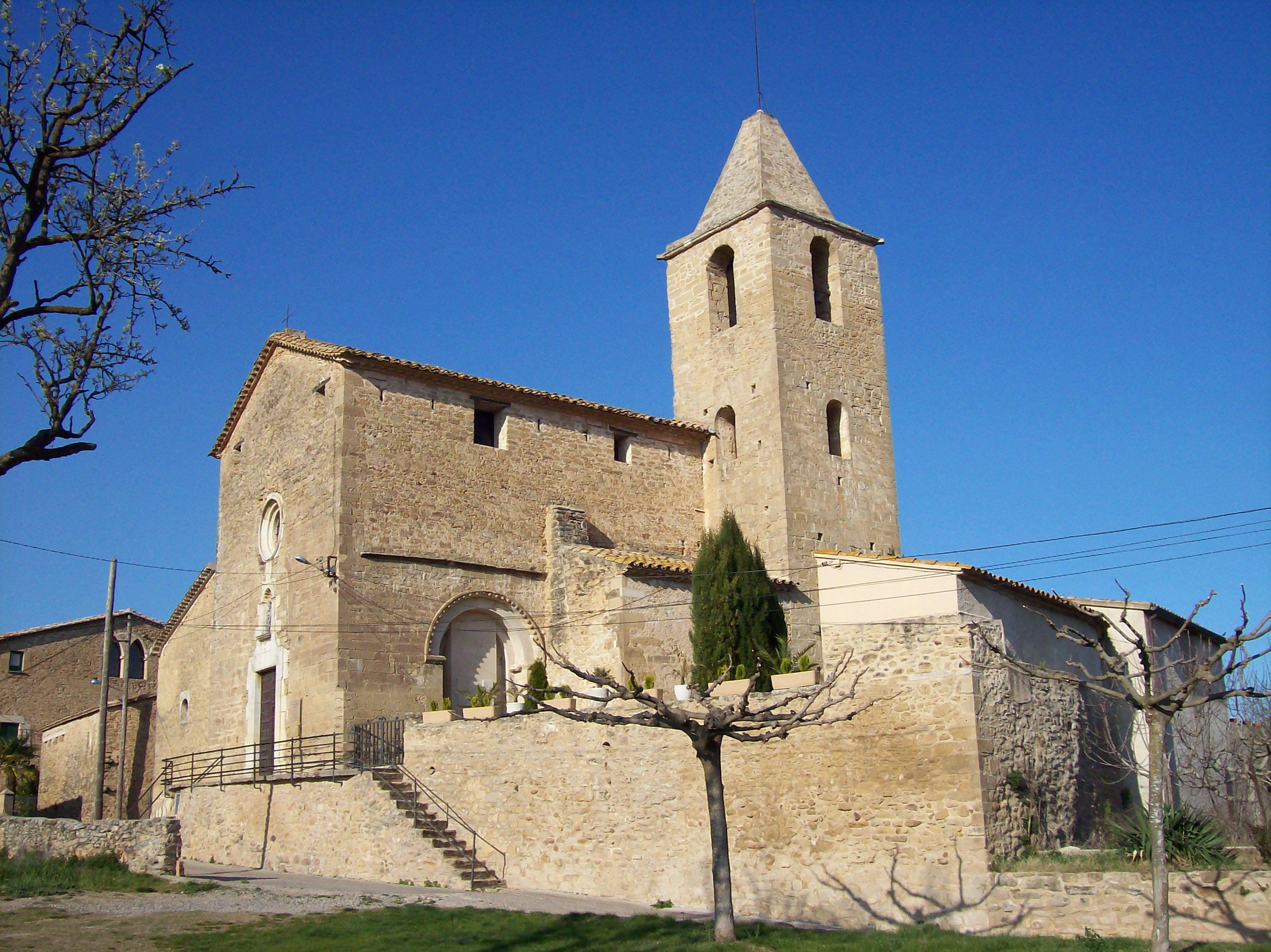
Santa Maria de Vilamarí

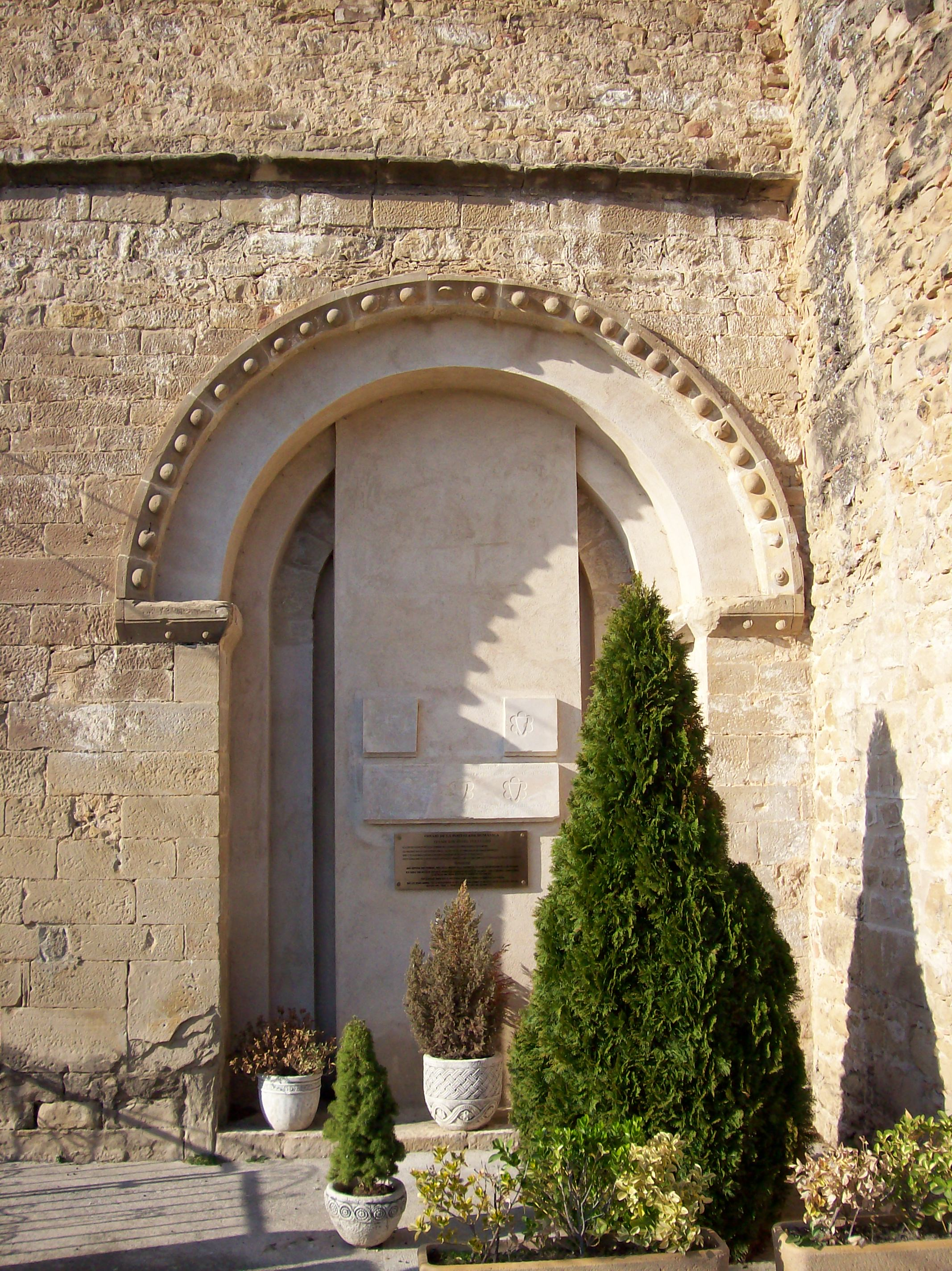
Portalada romànica de Santa Maria. A l'ossari hi ha una inscripció en llatí, que, traduïda al català, fa: "Aquí reposen dos germans, Pere Vila i Bernat Vila, sacerdots, fills del difunt Ricard Vila, de Vilamarí, els quals van establir que en el presbiteri d'aquesta església se celebrés cada diumenge i tres vegades per setmana una missa matinal en honor de santa Maria. Van establir també que el Divendres Sant i per Pasqua es donés pa als pobres. Que els seves ànimes, per la misericòrdia de Déu, descansin. Bernat va morir el sis de juliol de l'any del Senyor 1300 i Pere, el primer de maig de l'any del Senyor 1315".

Església parroquial de Santa Maria de Vilamarí, un temple d'origen romànic època de la qual conserva murs visibles en una part de les façanes occidental i meridional. També és romànica una bona part del campanar, aproximadament les dues terceres parts i una porta, tapiada des de 1787, amb un dels muntants i l'amplia arquivolta de mig punt que l'extradossava, de secció de pla i cavet, decorada amb vint-i-nou esferes llises excepte tres que tenen esculpits un cap d'animal, un cargol i una creu. Aquest tipus de decoració es troba en moltes portades romàniques, especialment freqüent en algunes esglésies del bisbat d'Urgell. Per les característiques formals de la construcció i els elements conservats, la datació indica una obra força evolucionada de la segona meitat del segle xii o, fins i tot ja del segle xiii.
A l'exterior, l'aparell d'aquestes estructures antigues), però molt modificat als segles xvii i xviii. El temple actual fou consagrat el 1689. Durant l'última Guerra Civil fou convertit en magatzem i completament saquejat.

## Sant Pere de Juïgues

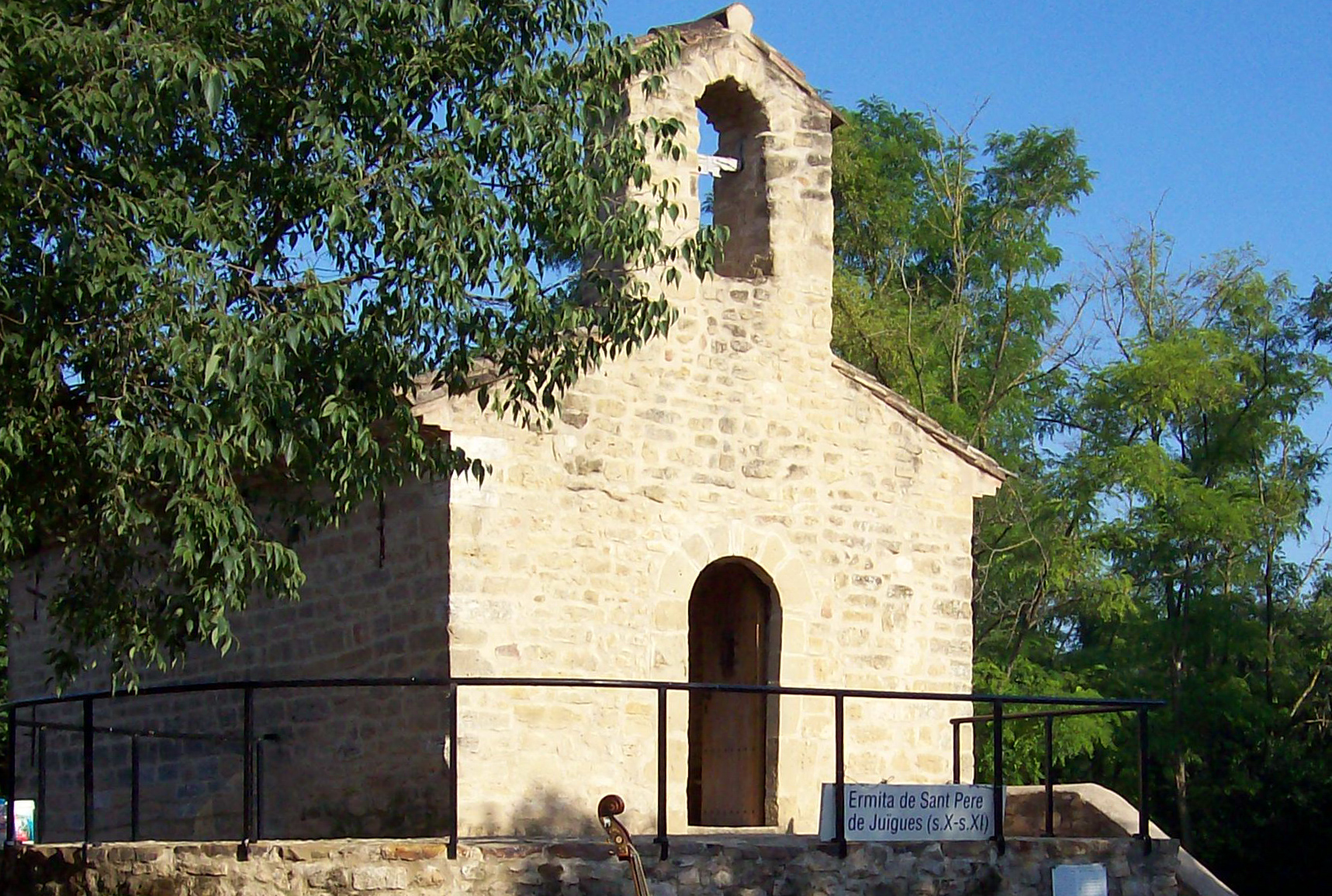
Sant Pere de Juïgues

Església de Sant Pere de Juïgues, preromànica, molt modificada al segle xviii. El Museu d'Art de Girona en conserva una ara d'altar i dues lipsanoteques preromàniques. Cada any s'hi celebra un aplec anual.

## Llocs d'interès
- Can Vilert de Plaça, al centre del poble, amb finestres gòtiques i escuts heràldics.
- Can Riuro, gran casal reconstruït el 1625 sobre una casa forta medieval.
- Mas Güell, del segle xvi, però ja esmentat el 982 com a possessió del monestir de Ripoll. Elements ornamentals gòtics.
- Can Vicens.
- Mas Escolà.
- Ca l'Animer.
- Mas Sobirà.

Vilamarí té un local social i un poliesportiu, i disposa de serveis d'agroturisme (vegeu Enllaços externs).